# Orthogonia griseobrunnea
Orthogonia griseobrunnea là một loài bướm đêm trong họ Noctuidae.